# Le avventure di Jimmy Neutron
Le avventure di Jimmy Neutron (The Adventures of Jimmy Neutron: Boy Genius) è una serie animata statunitense ideata da John Davis, prodotta da Nickelodeon e basata sui personaggi del film Jimmy Neutron - Ragazzo prodigio. In onda dal 20 luglio 2002 al 25 novembre 2006, fino a quando la DNA Productions, società e produttrice madre del cartone, fallì.

## Trama
Jimmy Neutron è un ragazzo undicenne che adora la scienza e ha un QI da pazzi. Tuttavia, nonostante le sue invenzioni siano geniali, vanno a finire sempre male, combinando guai a non finire con gli amici Sheen e Carl e le amiche Cindy e Libby. In ogni avventura di Jimmy, egli finisce per dover riparare ad ogni danno di cui lui è l'autore.

## Personaggi

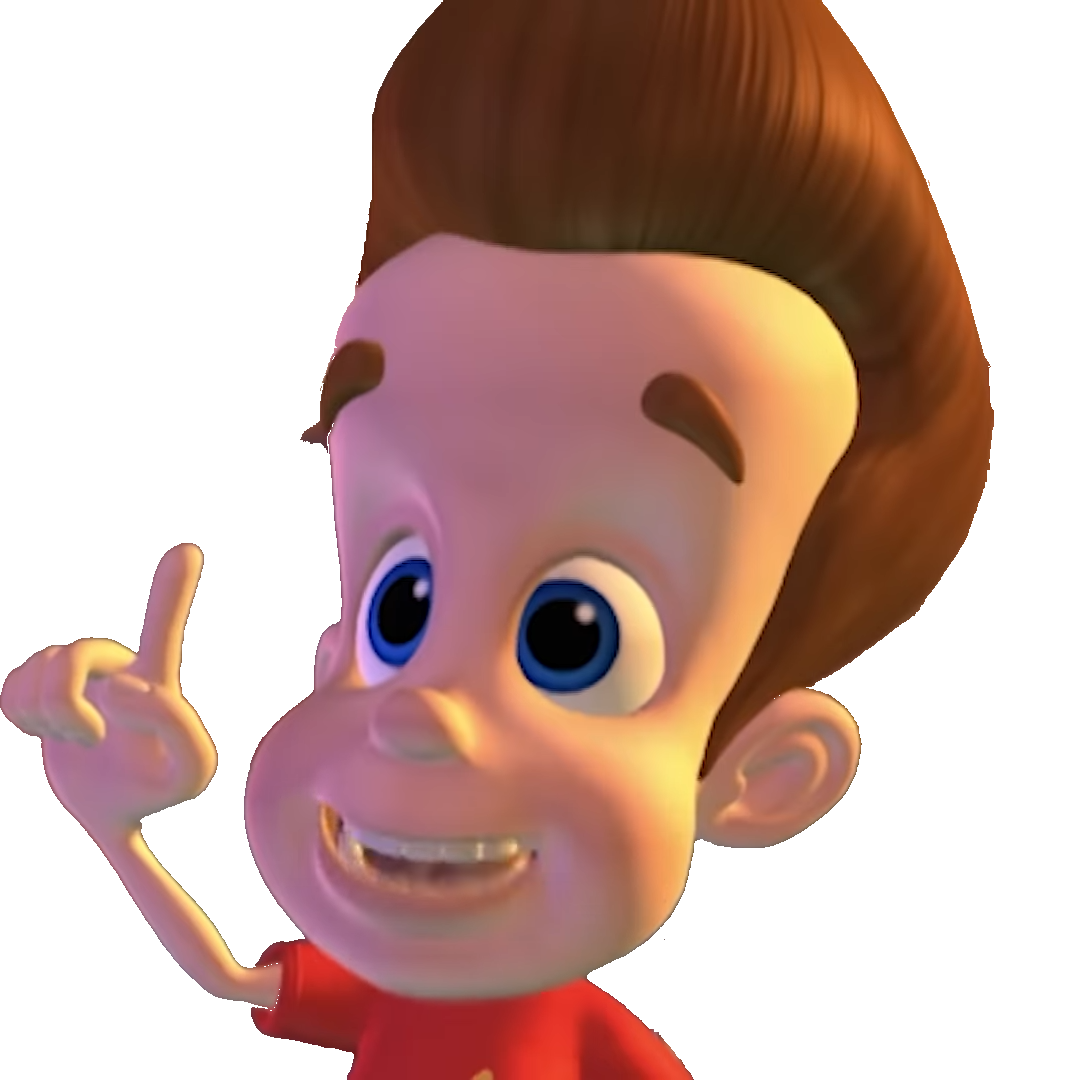
Il protagonista Jimmy

- James "Jimmy" Isaac Neutron: è il protagonista della serie. Jimmy è un ragazzo dai capelli marroni folti e con una testa gigante. Ha un IQ da pazzi, così alto che il ragazzo si è costruito sotto il capanno del giardino un laboratorio scientifico ed un cane robotico dal nome Goddard. Il suo nome è una chiara parodia e omaggio al geniale scienziato Isaac Newton. è il migliore della classe ma spesso si ritrova a competere con l'amica Cindy, ma per sua fortuna ne sa sempre più una della ragazza bionda. All'inizio della serie ha 10 anni ma in un episodio ne compie 11. I suoi migliori amici sono Carl, ragazzo un po' sovrappeso, e Sheen, ragazzo piuttosto stupido e bizzarro. Indossa una maglia rossa con un atomo stilizzato giallo, dei jeans blu e delle scarpe converse grigie. È anche il deuteragonista di alcuni episodi de Due fantagenitori chiamati "Timmy e Jimmy: Nemici-amici" (The Jimmy Timmy Power Hour) nei quali affianca Timmy Turner sia nella propria dimensione e in quella di Timmy. In questi episodi Jimmy è amico ed inizialmente rivale di Timmy poiché quest'ultimo si innamora di Cindy, finendo per gareggiare tra loro per ottenere le attenzioni della ragazza.
- Carlton Ulysses "Carl" Wheezer: è il migliore amico di Jimmy. Carl è un ragazzo sovrappeso, timido e asmatico con una grande passione, che però è in realtà un'ossessione, per i lama e per la madre di Jimmy. Carl ha molte allergie, soprattutto per i gatti e per le tartarughe ed anche una grossa allergia per il suo stesso amico Sheen. Ha i capelli ricci rossi e indossa dei grossi occhiali tondi, una maglia gialla e rossa a righe e dei pantaloni a bretelle verdognoli. La sua canzone preferita nonché ballo preferito è "Il ballo del qua qua", visto durante il concorso per animali presente in un episodio.
- Sheen Juarrera Estevez: è l'altro migliore amico di Jimmy. È abbastanza alto e ha i capelli piuttosto corti neri. Ha una grande passione per il supereroe Ultra Lord, tanto da avere numerosi fumetti, giocattoli e videogiochi di quell'eroe. Vive con il padre ed il nome sembra essere la parodia di Martin Sheen. È innamorato di Libby. È protagonista dello spin-off del cartone, Planet Sheen.
- Cynthia Aurora "Cindy" Vortex: è una ragazza piuttosto intelligente, addirittura da riuscire a competere con Jimmy nonostante il ragazzino la spunti sempre nelle interrogazioni; anche se non lo dimostra prova un certo affetto verso Jimmy. La sua migliore amica è Libby. Ha i capelli biondi e possiede un cane di nome Humphrey, che lei considera il migliore e il più bello di tutta la città. Nella serie, indossa una canottiera verde scuro e verde chiaro e dei pantaloni grigi.
- Liberty Danielle "Libby" Folfax: è la migliore amica di Cindy Vortex. All'inizio non appare spesso nella serie assumendo un ruolo più centrale a partire dalla seconda stagione. Ha una grande passione per la musica funk, hip hop e R&B e per i gadget elettronici. A scuola se la cava piuttosto bene, anche se non può competere con l'intelligenza di Cindy e di Jimmy. Indossa una maglia viola e un paio di jeans blu. Sembra ricambiare i sentimenti di Sheen.
- Judith Honey "Judy" Neutron: è la madre di Jimmy. Assomiglia nell'aspetto e nei comportamenti alla tipica casalinga degli anni '50 che adora la propria famiglia. Dà spesso dei conisigli di vita a Jimmy, e spesso lo aiuta a ipnotizzarla. Solitamente chiama il marito e il figlio con il loro nome di battesimo.
- Hubert Beaumont "Hugh" Neutron: è il padre di Jimmy. È piuttosto sciocco, ma vuole bene alla propria famiglia. Ha il vizio di chiamare la moglie con il soprannome di "Biscotto al burro". Lavora al Mallard Motors come venditore di auto. Ha una grande ossessione per le anatre e il suo cibo preferito sono le torte della moglie.
- Goddard: è il fedele cane robot di Jimmy. È fatto di circuiti, widget e ruote dentate ed è considerato da Jimmy il migliore amico che l'uomo possa mai desiderare ed è la migliore invenzione di Jimmy insieme al suo laboratorio e al Rocket-XL. Inoltre, a differenza dei cani normali (ovviamente), ha la capacità di trasformarsi in numerosi strumenti utili. Nonostante qualche difetto, è praticamente perfetto e adora fare il "morto" (esplode per poi auto-ricomporsi). È il compagno di avventure di Jimmy. Il suo nome è una chiara parodia di Robert Goddard, padre della missilistica.
- Re Goobot: Il terribile degli Yokian e primo acerrimo nemico di Jimmy. Nel film, dopo aver preso contatto con il satellite di comunicazione di Jimmy, rapisce gli adulti di Retroville per sacrificarli al dio degli Yokian, Poultra. Da quando Jimmy ha sventato questo piano, ha cercato di vendicarsi senza successo del ragazzo genio.
- Finbarr Calamitous: L'altro arcinemico di Jimmy e il principale antagonista dello show. Uno scienziato pazzo e maligno con l'incapacità di completare le cose (anche se alla fine supera questa abitudine). Escogita costantemente piani crudeli, di solito venendo sconfitto da Jimmy.
- Bea Calamitous: La figlia del professor Calamitous. Il suo vero nome è Georgia Calamitous. Jimmy, Carl e Sheen sono facilmente sedotti dal suo aspetto.
- Eustace Strych: Un infido ragazzo ricco e snob che compra tutti i suoi gadget da suo padre. È uno dei membri della Lega dei Cattivi creata da Goobot.

## Episodi

### Film crossover conDue fantagenitori
| Anno | Titolo originale                                | Titolo italiano                       |
| 2004 | The Jimmy Timmy:Power Hour                      | Jimmy e Timmy: L'altra dimensione     |
| 2006 | The Jimmy Timmy Power Hour 2:When Nerds Collide | Jimmy e Timmy 2: Amici nemici         |
| 2006 | The Jimmy Timmy Power Hour 3:The Jerkinators    | Jimmy e Timmy 3: un cattivo per gioco |

## Doppiatori
| Personaggio         | Doppiatore originale     | Doppiatore italiano                                                             |
| ------------------- | ------------------------ | ------------------------------------------------------------------------------- |
| Jimmy Neutron       | Debi Derryberry          | Benedetta Ponticelli                                                            |
| Goddard             | Frank Welker             | Frank Welker                                                                    |
| Carl Wheezer        | Rob Paulsen              | Paolo Torrisi Luca Bottale (crossover)                                          |
| Sheen Estevez       | Jeffrey Garcia           | Diego Sabre Jacopo Calatroni (1º crossover) Alessandro Quarta (2º-3º crossover) |
| Cindy Vortex        | Carolyn Lawrence         | Emanuela Pacotto                                                                |
| Libby Folfax        | Crystal Scales           | Francesca Bielli                                                                |
| Nick Dean           | Candi Milo               | Davide Garbolino Luca Bottale (ep. 1x03)                                        |
| Hugh Neutron        | Mark DeCarlo             | Riccardo Rovatti Oliviero Dinelli (3º crossover)                                |
| Judy Neutron        | Megan Cavanagh           | Patrizia Scianca                                                                |
| Sig.na Fowl         | Andrea Martin            | Caterina Rochira                                                                |
| Preside             | Tom Kenny                | Antonio Paiola                                                                  |
| Sindaco Quazar      | Jim Cummings             | Tony Fuochi (ep. 1x02) Oliviero Corbetta (st. 2-3)                              |
| Prof. Calamitus     | Tim Curry                | Mario Scarabelli Ennio Coltorti (2º crossover)                                  |
| Re Goobot           | S. Scott Bullock         | Riccardo Peroni                                                                 |
| Ooblar              | Paul Greenberg           | Daniele Demma                                                                   |
| Meldar Prime        | Tim Allen                | Mario Scarabelli                                                                |
| Sig. Wheezer        | Rob Paulsen              | Alberto Olivero                                                                 |
| Bellezza Mozzafiato | Wendie Malick            | Loredana Nicosia                                                                |
| Tremendous Jackson  | Kevin Michael Richardson | Alberto Olivero                                                                 |
| Jet Fusion          | Christian Slater         |                                                                                 |
| Frabot              | Paul Greenberg           | Patrizia Mottola                                                                |
| Eustace Strych      | Rob Paulsen              | Patrizia Mottola                                                                |
| Bolbi               | Phil LaMarr              | Jolanda Granato                                                                 |
| Butch               | Jeff Bennett             | Patrizio Prata Luca Bottale (ep. 1x03)                                          |
| Britney Tenelli     | Candi Milo               | Laura Brambilla                                                                 |
| Sam                 | Billy West               | Tony Fuochi Vittorio Stagni (3º crossover)                                      |
| Babbo Natale        | Mel Brooks               | Enrico Bertorelli                                                               |

## Spin-off
Nel 2010 è stato realizzato uno spin-off intitolato Planet Sheen, con protagonista il personaggio di Sheen Estevez.